# 広島市まんが図書館
広島市まんが図書館（ひろしましまんがとしょかん）とは広島県広島市にある広島市立の図書館である。漫画資料および漫画関係資料のみを専門に扱う漫画図書館である。

## 概要
中央図書館の分館である「まんが図書館」と、その附属施設である「まんが図書館あさ閲覧室」がある。1997年（平成9年）5月、公立では日本初の漫画専門図書館として開館した。そのちょうど2年後にあさ閲覧室が開館している。
まんが図書館は標高70メートルほどの比治山の山頂北側にあり、広島市現代美術館とも近い。比治山は全体が公園となっており、山陽文徳殿には終戦直後や建物の移転時に広島市立図書館が一時的におかれていたこともある。あさ閲覧室は、新交通システム「アストラムライン」の上安駅と直結したバスターミナル複合施設の上階にある。
両館とも図書のうち漫画（作品）の占める割合が99%以上であり、残りも漫画関連の資料である。広島市立図書館では、他館の蔵書を予約して借りることもできるため、漫画を置いていないはずの他館でも少なくない数の漫画が貸し出されており、2013年度の貸出冊数によると、漫画図書の貸出冊数のうち37%がまんが図書館、25%があさ閲覧室（計62%）で、残り38%はまんが図書館以外で借りられている。利用者層は子供から高齢者まで幅広く、10歳ごとの区分では40代の利用が最多で、未成年者が31.4%、20代・30代が27.4%、40代・50代が31.3%、60代以上が9.7%となっている。
通常、日本の公共図書館では日本十進分類法と著者記号に従って書架に蔵書を並べるが、基本的にすべて漫画 （726.1） であるまんが図書館では、主題による分類はほとんど意味をなさず、実際には、作画者の50音順のみで配架されている。まんが図書館ではあまりに蔵書が多いため、それぞれの棚に前後2列に並べている（あさ閲覧室ではそこまではしていない）。まんが図書館には閉架書庫がなかったため、2010年に湯来河野閲覧室の空き部屋をまんが図書館用の書庫として活用することとしたが、既に2万6000冊を収納してそれも埋まってしまい、2012年にはまんが図書館の地下倉庫を書庫として利用できるようにした。
広島市立図書館の蔵書の不明総数（2002-2006年）のうち、約3割は漫画であった。これを受けて、2009年度からまんが図書館およびあさ閲覧室にICタグを使用したブックディテクションシステム (BDS) を導入している。
まんが図書館を含む広島市立図書館はすべて2014年度から2017年度までの4年間について、公益財団法人広島市文化財団を指定管理者として図書館の運営を任せている。まんが図書館およびその前身の比治山公園青空図書館、そしてあさ閲覧室については、いずれも開館時から現在までこの財団 に業務を委託ないし指定管理者に指定している。
|             |              | まんが図書館      | まんが図書館 あさ閲覧室 |
| ----------- | ------------ | ----------------- | ----------------------- |
| 延面積      | 延面積       | 655.71m2          | 243.92m2                |
| 職 員       | 職員数       | 7人               | 6人                     |
| 職 員       | 臨時職員数   | 4.3人             | 2.2人                   |
| 蔵 書       | 蔵書数       | 123,673冊         | 56,534冊                |
| 蔵 書       | うち漫画     | 123,600冊 (99.9%) | 56,122冊 (99.3%)        |
| 蔵 書       | 受入図書数   | 10,159冊          | 3,494冊                 |
| 蔵 書       | うち購入     | 9,603冊           | 3,036冊                 |
| 蔵 書       | 除籍図書数   | 719冊             | 1,070冊                 |
| 蔵 書       | 雑誌購入種数 | 72種              | 85種                    |
| 蔵 書       | 新聞購入種数 | 10種              | 10種                    |
| 入館者数    | 入館者数     | 182,656人         | 120,529人               |
| 個 人 貸 出 |              |                   |                         |
| 貸出者数    | 91,506人     | 75,150人          |                         |
| 貸出冊数    | 381,995冊    | 285,431冊         |                         |
| 団 体 貸 出 |              |                   |                         |
| 貸出冊数    | 1,264冊      | 1,716冊           |                         |
| 貸出団体数  | 126団体      | 229団体           |                         |
| 開館日数    | 開館日数     | 291日             | 291日                   |

## 歴史
広島市の「比治山芸術公園構想」の一環として1983年（昭和58年）、御便殿跡広場の一角に開館した広島市立図書館「比治山公園青空図書館」が、まんが図書館の前身である。「青空図書館」という名前は、野外読書を楽しめるミニ図書館と謳って開館したためで、このときは特に漫画専門ではなかった。開館当時の蔵書数は約2万冊。1984年度（昭和59年度）には約17万冊あった貸出冊数は、その後各区に図書館が整備されたこと、特に1990年（平成2年）の南区図書館開館の影響で減少し、1991年度（平成3年度）には最盛期の5分の1（約3.3万冊）となった。
青空図書館の利用者減少に対して、広島市議会で漫画を置くことが提案され、隣接する広島市現代美術館や、広島市で開催される広島国際アニメーションフェスティバルとの関連からも漫画での青空図書館再生が議論されるようになった。広島市立図書館での漫画の導入はまんが図書館が初というわけではなく、1990年度に市北部の区図書館のヤングアダルトコーナーが導入したのが最初で、その利用率の高さ（一般書の3倍）も漫画図書館設置の要因となった。漫画専門の図書館は前例がなかったが、否定的な意見も予算面や資料保存の問題などで、漫画をおくこと自体に反対する意見はなかった。漫画専門図書館を設置するにあたり、広島市では中央図書館内にプロジェクトチームを置き、川崎市市民ミュージアム、大宮市立漫画会館、大阪府立国際児童文学館、吉備川上ふれあい漫画美術館、現代マンガ図書館といった施設を視察するなど、3年間の準備期間を設け準備を進めた。
運営面の準備や改修を経て、1997年（平成9年）5月1日に、中央図書館の分館として「広島市まんが図書館」が開館した。青空図書館はその半年前の1996年（平成8年）12月1日に閉館している。初年度は11か月で貸出冊数が約64万冊を記録し、翌1998年度（平成10年度）は約70万冊という「脅威的な記録」となった。
予想以上の好評によりまんが図書館の増築案がにわかに浮上したものの、財政難や比治山の公園指定のため増築は困難であった。そのため人口増加が進む郊外の新興住宅地で、広島市が出資する新交通システム「アストラムライン」の上安駅前に、1999年（平成11年）5月1日に「あさ閲覧室」が開館した。これには、アストラムラインの収益増という目的もあった。

## 利用情報
開館時間
10時 - 17時
休館日
- 月曜日
- 祝日の翌日
- 図書整理日（奇数月の末日）
- 年末年始（12月29日 - 1月4日）
- 特別整理期間（年7日以内）

交通
まんが図書館
- 広島電鉄皆実線「比治山下」電停下車 約800m
- 広電バス・広島バス段原中央バス停下車 約950m
- ひろしま観光ループバス ひろしま めいぷる〜ぷ（オレンジルート） 現代美術館前（まんが図書館）バス停下車すぐ

あさ閲覧室
- アストラムライン上安駅からすぐ
- 上安バスターミナル下車すぐ

### 補足
1. ↑  団体名の変遷： (財)広島市文化振興事業団 → (財)広島市文化財団 → (財)広島市未来都市創造財団 → (公財)広島市文化財団

## 参考資料
- 広島市立図書館 (2014年). “広島市の図書館（要覧）2014年度（平成26年度）” (PDF). 2014年8月13日閲覧。
- 片山久仁子「広島市まんが図書館あさ閲覧室オープン―公立初の漫画専門図書館の運営から」『みんなの図書館』第269号、教育史料出版会、1999年9月、pp.29-36、ISSN 03860914、NAID 40004167561。
- 小林郁治「マンガと図書館 まんが図書館の運営から教えられたこと」『現代の図書館』第47巻第4号、日本図書館協会、2009年12月、pp. 251-257、ISSN 00166332、NAID 40016930325。
- 吉田宏「広島市まんが図書館の現状と課題について」『カレントアウェアネス』第314号、国立国会図書館関西館図書館協力課、2012年、8-11頁、NAID 40019526252。